# 隆昌镇 (辽阳县)
隆昌镇，是中华人民共和国辽宁省辽阳市辽阳县下辖的一个乡镇级行政单位。

## 行政区划
隆昌镇下辖以下地区：
隆昌村、吉祥峪村、兰凤村、邱家村、郭家村、祁家村和得胜村。